# 1. FC Nürnberg Handball 2009
Der 1. FCN Handball 2009 e. V. ist ein eigenständiger Handballverein, der Frauen-, Männer- und Nachwuchshandball anbietet.

## Handballgeschichte
Die Handball-Abteilung des 1. FC Nürnberg wurde 1921 gegründet sowie 1995 und zuletzt als eigenständiger Vereine 2009 wiedergegründet.
Seit sich der Hauptverein 1. FC Nürnberg aus organisatorischen Gründen 1995 in Einzelvereine unter einem gemeinsamen Dach aufspaltete, wurde der 1. FCN Handball e. V. ein eigenständiger Verein. Nach der Insolvenz 2009 wurde der Verein unter dem Namen 1. FCN Handball 2009 e. V. neu gegründet.

## Frauen
Die größten Erfolge konnte die Frauenabteilung erringen, als sie in den 1960er-Jahren den westdeutschen Frauenhandball dominierte.
Ab 1998 gelang der ersten Frauenmannschaft ein Durchmarsch von der fünftklassigen Verbandsliga bis in die 1. Bundesliga. Dabei gewann das Team in der Verbandsliga 1998/99, in der Bayernliga 1999/2000 sowie in der Regionalliga 2000/01 alle Spiele und verlor auch 2001/02 in der 2. Bundesliga kein einziges Spiel bei allerdings drei Unentschieden. Als Aufsteiger gelang dann in der 1. Bundesliga 2002/03 ein dritter Platz, das folgende Jahr schloss das Team mit einem 2. Platz und dem Pokalsieg ab, bevor der Durchmarsch aus der Fünftklassigkeit in der Saison 2004/05 mit dem Gewinn der elften deutschen Meisterschaft gekrönt wurde. In der folgenden Saison stand der Verein zwar nach der Punktspielrunde auf Platz 1, verlor jedoch in den Play-offs das Halbfinale gegen den späteren Meister HC Leipzig. Das Spiel um Platz 3 gewannen die Spielerinnen gegen den DJK/MJC Trier.
Anfang Juni 2006 schloss sich das gesamte Regionalliga-Frauenteam des ehemaligen Zweitligisten HG Quelle Fürth dem 1. FCN Handball als neue zweite Mannschaft an. Die HG Quelle Fürth ist eine Handballspielgemeinschaft des TV Fürth 1860 und der SpVgg Fürth. In der Saison 2006/07 errangen die Clubhandballerinnen in den Finalspielen gegen Bayer Leverkusen erneut den Titel. Mit einem 38:31 in eigener Halle gelang es, den Fünf-Tore-Rückstand aus dem Hinspiel in Leverkusen zu drehen. Zu diesem Zeitpunkt stand noch nicht fest, ob der FCN für die folgende Saison erneut eine Bundesligalizenz erhält, da die den Spielbetrieb finanzierende Bundesliga-GmbH Sportförderung Noris Insolvenz anmelden musste. Erst nach einem Protest gegen die Lizenzverweigerung erhielt der FCN diese doch noch. In die neue Saison gingen die Club-Handballerinen mit nur noch sieben Spielerinnen aus der Meistermannschaft, die um drei Neuzugänge aus der Regionalliga ergänzt sowie um die dänische Nationalspielerin Maja Sommerlund verstärkt worden war. Der Bundesligaspielbetrieb ist ab dieser Saison in der neu gegründeten 1. FCN Handball GmbH organisiert. In der EHF Champions League gelang 2007/08 der Einzug in die Hauptrunde. Im DHB-Pokal kam es in derselben Saison im Finale zu einem Aufeinandertreffen mit dem HC Leipzig, das mit 28:33 verloren ging. Denselben Gegner besiegten sie allerdings in beiden Finalspielen um die Deutsche Meisterschaft und verteidigten so ihren Titel.
Die Bundesliga-Heimspiele wurden in der Halle am Berliner Platz, auch Sporthalle im Berufsbildungszentrum (BBZ) genannt, ausgetragen. Das Fassungsvermögen beträgt 2166 Zuschauer.
Am 15. Mai 2009 meldete die Spielbetriebs-GmbH, die für die Bundesliga-Mannschaft verantwortlich war, Insolvenz an. Der DHB entzog dem 1. FC Nürnberg daraufhin die Lizenz für die kommende Bundesliga-Saison. Der angekündigte Insolvenzantrag des Vereins 1. FC Nürnberg Handball erfolgte zunächst nicht, da es zu Verhandlungen mit den Gläubigern kam. Am 8. Juni 2009 wurde der Insolvenzantrag dann aber doch beim Amtsgericht Nürnberg gestellt. Kurz darauf wurde der Nachfolgeverein unter dem Dach des 1. FCN unter dem Namen 1. FCN Handball 2009 e. V. neu gegründet. Deshalb spielte die erste Damenmannschaft zunächst in der Bayernliga, aus der sie dann 2015 aber in die bayrische Landesliga Staffel Nord absteigen musste. Ab der Saison 2016/17 spielten die Damen nach dem direkten Wiederaufstieg erneut in der Bayernliga. 2018/19 folgte der Abstieg in die Landesliga und 2021/22 in die Bezirksoberliga.

### Erfolge
13-mal Deutscher Meister:
- Großfeld 1961, 1963, 1964, 1965, 1968
- Kleinfeld 1969, 1971
- Halle 1964, 1969, 1970, 2005, 2007, 2008

2-mal Deutscher Pokalsieger:
- Halle 2004, 2005

1-mal Europapokalsieger:
- Challenge Cup Sieger 2004

14-mal Süddeutscher Meister
- Halle Rekordmeister

### Saisonbilanzen seit 1999
| Saison    | Spielklasse       | Platz | Spiele | S  | U | N  | Tore    | Diff. | Punkte |
| --------- | ----------------- | ----- | ------ | -- | - | -- | ------- | ----- | ------ |
| 1999/2000 | Bayernliga        | 1     | 22     | 22 | 0 | 0  | 593:317 | 276   | 44:0   |
| 2000/01   | Regionalliga Süd  | 1     | 26     | 26 | 0 | 0  | 779:553 | 226   | 52:0   |
| 2001/02   | 2. Bundesliga Süd | 1     | 26     | 23 | 3 | 0  | 825:613 | 212   | 49:3   |
| 2002/03   | Bundesliga        | 3     | 24     | 15 | 3 | 6  | 656:589 | 67    | 33:15  |
| 2003/04   | Bundesliga        | 2     | 22     | 17 | 1 | 4  | 679:535 | 144   | 31:9   |
| 2004/05   | Bundesliga        | 1     | 21     | 17 | 2 | 2  | 647:521 | 126   | 36:6   |
| 2005/06   | Bundesliga        | 1     | 22     | 18 | 1 | 3  | 696:533 | 163   | 37:7   |
| 2006/07   | Bundesliga        | 1     | 22     | 19 | 1 | 2  | 731:517 | 214   | 39:5   |
| 2007/08   | Bundesliga        | 1     | 22     | 19 | 1 | 2  | 722:593 | 129   | 39:5   |
| 2008/09   | Bundesliga        | 6     | 22     | 12 | 2 | 8  | 581:559 | 22    | 22:18  |
| 2009/10   | Bayernliga        | 7     | 24     | 11 | 0 | 13 | 604:600 | 4     | 22:26  |
| 2010/11   | Bayernliga        | 3     | 26     | 19 | 0 | 7  | 683:618 | 65    | 38:14  |
| 2011/12   | Bayernliga        | 4     | 24     | 14 | 2 | 8  | 658:587 | 71    | 30:18  |
| 2012/13   | Bayernliga        | 6     | 24     | 14 | 1 | 9  | 648:572 | 76    | 29:19  |
| 2013/14   | Bayernliga        | 11    | 26     | 11 | 0 | 15 | 585:635 | −50   | 22:30  |
| 2014/15   | Bayernliga        | 13    | 24     | 5  | 1 | 18 | 523:635 | −112  | 11:37  |
| 2015/16   | Landesliga Nord   | 1     | 26     | 21 | 2 | 3  | 802:571 | 231   | 44:8   |
| 2016/17   | Bayernliga        | 10    | 24     | 10 | 1 | 13 | 551:612 | −61   | 21:27  |
| 2017/18   | Bayernliga        | 11    | 26     | 9  | 0 | 17 | 579:671 | −92   | 18:34  |
| 2018/19   | Bayernliga        | 12    |        |    |   |    |         |       | 14:34  |
| 2019/20   | Landesliga Nord   | 12    |        |    |   |    |         |       | 13:27  |
| 2020/21   | Landesliga Nord   | 8     |        |    |   |    |         |       | 0:0    |
| 2021/22   | Landesliga Nord   | 8     |        |    |   |    |         |       | 0:28   |
| 2022/23   | Bezirksoberliga   | 5     |        |    |   |    |         |       | 2:18   |
| 2023/24   | Bezirksliga       | 2     |        |    |   |    |         |       | 28:4   |
| 2024/25   | Bezirksoberliga   | 2     |        |    |   |    |         |       | 29:11  |
| 2025/26   | Oberliga          |       |        |    |   |    |         |       |        |

In der Saison 2003/04 und 2008/09 wurden dem 1. FCN vier Punkte abgezogen.

|  | Deutscher Meister bzw. Aufstieg |
|  | Abstieg                         |

### Meister-Play-offs
- 2004/05: Viertelfinale: PSV Rostock – 1. FCN 23:24, 23:31; Halbfinale: Bayer Leverkusen – 1. FCN 26:26, 25:33; Finale: DJK/MJC Trier – 1. FCN 28:37, 21:28.
- 2005/06: Halbfinale: HC Leipzig – 1. FCN 31:26, 22:25; Um Platz 3: DJK/MJC Trier – 1. FCN 24:27, 25:30.
- 2006/07: Halbfinale: DJK/MJC Trier – 1. FCN 29:33, 26:39; Finale: Bayer Leverkusen – 1. FCN 30:25, 31:38.
- 2007/08: Halbfinale: FHC Frankfurt/Oder – 1. FCN 29:37, 25:32; Finale: HC Leipzig – 1. FCN 32:34, 32:39.

### Bekannte ehemalige Spielerinnen
- Franziska Beck,[1] Linksaußen
- Kathrin Blacha, Kreis, 222 Länderspiele für Deutschland (Handballerin des Jahres 2003 und 2004)
- Corina Christenau, Rückraum, 6 Länderspiele für Deutschland (plus 42 für Rumänien)
- Georgeta Dinis-Virtic, Kreis, 32 Länderspiele für Rumänien
- Sylvia Harlander, Torhüterin, 60 Länderspiele für Deutschland
- Stephanie Ofenböck, Rückraum, 198 Länderspiele für Österreich
- Ania Rösler,[1] Rückraum links, 57 Länderspiele für Deutschland
- Miriam Simakova, Rückraum, slowakische Nationalspielerin
- Barbara Strass, Linksaußen, 272 Länderspiele für Österreich
- Agnieszka Tobiasz, Rückraum, 96 Länderspiele für Deutschland (plus 9 für Polen)
- Kerstin Wohlbold,[1] Rückraum Mitte, 81 Länderspiele für Deutschland

Stand der Angaben: 11. Juli 2008

### Trainer
- Corina Schardt & Marianna Gubová, seit 2009
- Csaba Szücs, 2008–2009
- Herbert Müller, 1999–2008
- Ante Kostelić
- Otto Brixner

## Männer
Die Herrenhandballer des 1. FC Nürnberg wurden 1937 Meister der Handball-Gauliga Bayern und qualifizierten sich dadurch für die Deutsche Feldhandball-Meisterschaft 1936/37, bei der sie in der Gruppenphase ausschieden. In der folgenden Spielzeit stieg das Handballteam aus der Gauliga ab. 1949 stand die Herren-Mannschaft im Viertelfinale der Endrunde um die deutsche Feldhandballmeisterschaft. Und noch zehn Jahre später gehörten die Männer auf dem Großfeld zu den besten bayerischen Teams, wie die bayerischen Meisterschaften von 1959 und 1962 zeigen.
In der Saison 1950 wurden die FCN-Handballer Bayerischer Hallenhandball-Meister und waren damit für die Endrunde zur süddeutschen Meisterschaft 1950 qualifiziert.
In der Saison 2008/09 spielte die 1. Mannschaft in der Bezirksoberliga.
- Bayerischer Meister (1. Liga) 1949, 1950
- Bayerischer Meister (4. Liga) 1986